# Диск зрительного нерва
 Диск зрительного нерва  или  головка зрительного нерва  является зоной выхода для  аксонов ганглиозных клеток сетчатки. Поскольку в этой зоне не могут располагаться фоторецепторы, то в этом месте имеется "зона нечувствительности", называемая  слепое пятно. Его диаметр - примерно 5,5 угловых градусов, расстояние от "центральной ямки" (зоны наиболее плотного расположения колбочек в центре сетчатки) примерно 16 угловых градусов.
Аксоны ганглиозных клеток сетчатки образуют в месте выхода из глаза зрительный нерв, по которому сигналы от сетчатки передаются на следующие уровни обработки в зрительной системе. Обычно зрительный нерв состоит из 1-1,2 млн аксонов. Диск зрительного нерва является также точкой входа для крупных кровеносных сосудов, питающих сетчатку.

## Анатомия
Диск зрительного нерва размещён в 3 х 4 мм от  носовой части ямки. Это вертикальная, овальная, со средними размерами 1.76 мм по горизонтали и 1.92 мм по вертикали. Существует центральный депрессия, переменного размера, называется глазная чаша.

## Клиническое обследование
Глаз является уникальным из-за прозрачности оптических элементов. Почти все глазные структуры могут быть рассмотрены с помощью соответствующего оптического оборудования и линз. Использование современного прямого офтальмоскопа дает вид диска зрительного нерва, используя принцип отражения света. Экспертиза с помощью биомикроскопической щелевой лампы вместе с соответствующей асферической линзой с оптической силой (+ 66D, 78D + или + 90D) потребуется для детального стереоскопического обзора диска зрительного нерва и внутренних структур глаза.
Биомикроскопическая экспертиза может дать данные о степени здоровья зрительного нерва. В частности, врач отмечает цвет, размер чаши, резкость краев, отёк, кровоизлияния, насечку в диске зрительного нерва и любые другие необычные аномалии. Это полезно для поиска доказательств, подтверждающих диагноз глаукомы и других оптических нейропатий, неврита зрительного нерва, передней ишемической оптической нейропатии или отёка диска зрительного нерва (то есть опухоль диска зрительного нерва из-за повышенного внутричерепного давления) и друз диска зрительного нерва .
Женщины в продвинутой стадии беременности с преэклампсией должны быть обследованы с помощью офтальмоскопической экспертизы диска зрительного нерва на наличие ранних признаков роста внутричерепного давления .

Схематическая диаграмма человеческого глаза с оптическим диском или слепым пятном, в нижней части.

### Бледный диск
Нормальный диск зрительного нерва имеет от оранжевого до розового цвета.  Бледный диск  — диск зрительного нерва, цвет которого изменяется от бледно-розового или оранжевого до белого. Бледный диск является показателем состояния болезни.

## Визуализация диска зрительного нерва
Традиционные изображения с цветной камеры представляют эталон в области визуализации, требуя опытных офтальмологических фотографов, офтальмологических техников, оптометристов или офтальмологов для получения стандартизированной картины диска зрительного нерва. Стереоскопические изображения представляют отличный исследовательский инструмент для последовательного наблюдения подозреваемых изменений в руках опытного оптометриста или офтальмолога.

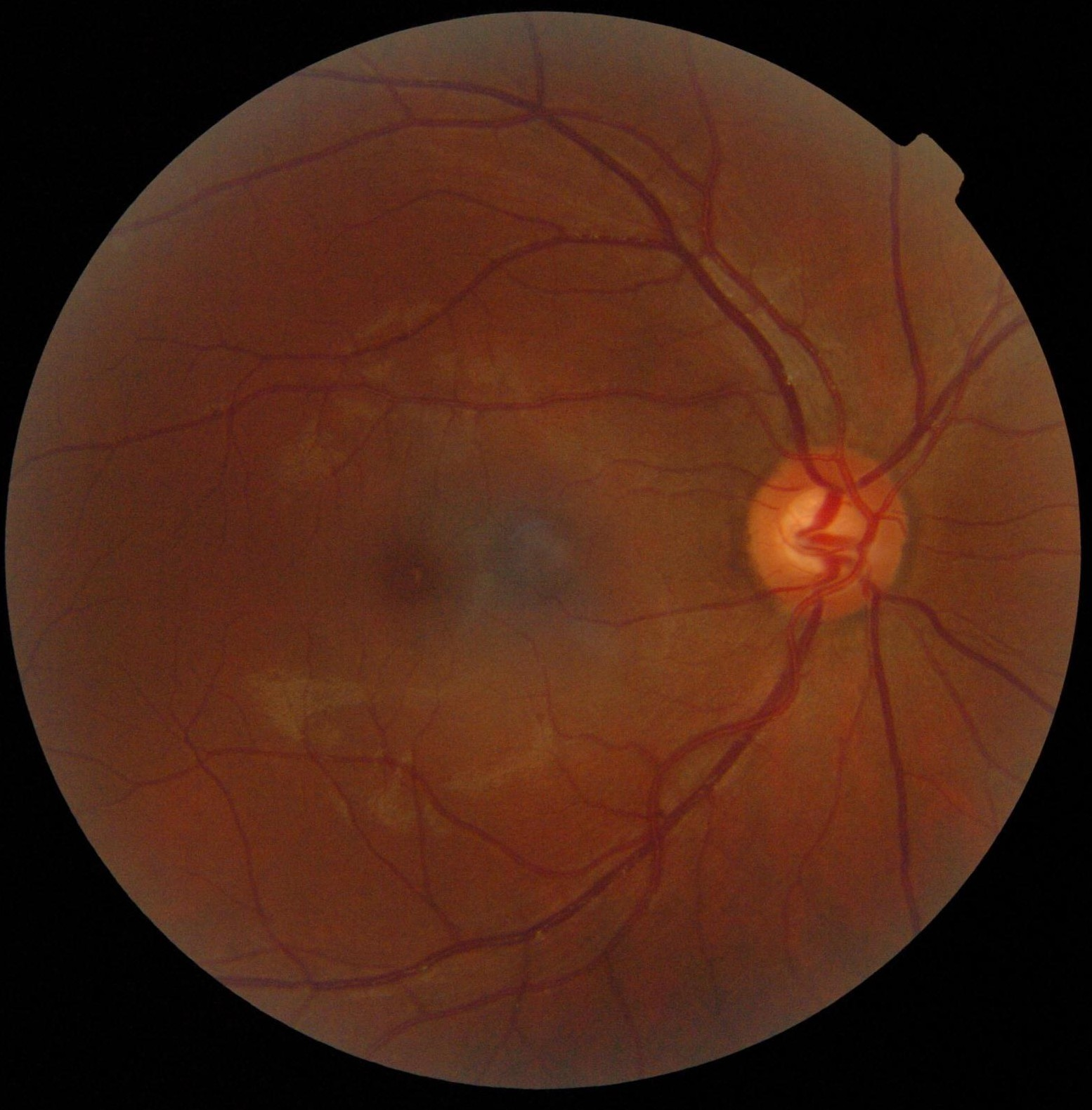
Фотография сетчатки, показывающая диск зрительного нерва в виде яркой области справа, где сходятся кровеносные сосуды.

Автоматизированные методы были разработаны в целях получения более эффективных и менее дорогостоящих изображений. Томография сетчатки Хейделберга (англ. Heidelberg Retinal Tomography) (HRT-II), GDX-VCC и оптическая когерентная томография (Stratus-Oct 3) — имеющиеся в настоящее время компьютерные технологии для визуализации различных структур глаза, в том числе диска зрительного нерва. Они квантуют слои нервных волокон диска и окружающей сетчатки и статистически коррелирует результаты с базой данных ранее собранной у нормального населения. Они полезны для базовой и последующей серийной деятельности по итогам мониторинга малейших изменений в морфологии диска зрительного нерва. Изображения не будут предоставлять убедительных доказательств для клинической диагностики, однако, их свидетельства должны порождать серийное физиологическое тестирование функциональных изменений. Такие тесты могут включать визуальный график поля и окончательную клиническую интерпретацию полного обследования глаз с помощью врача. Офтальмологи и оптометристы могут предоставить эту услугу.